# ممر برينر

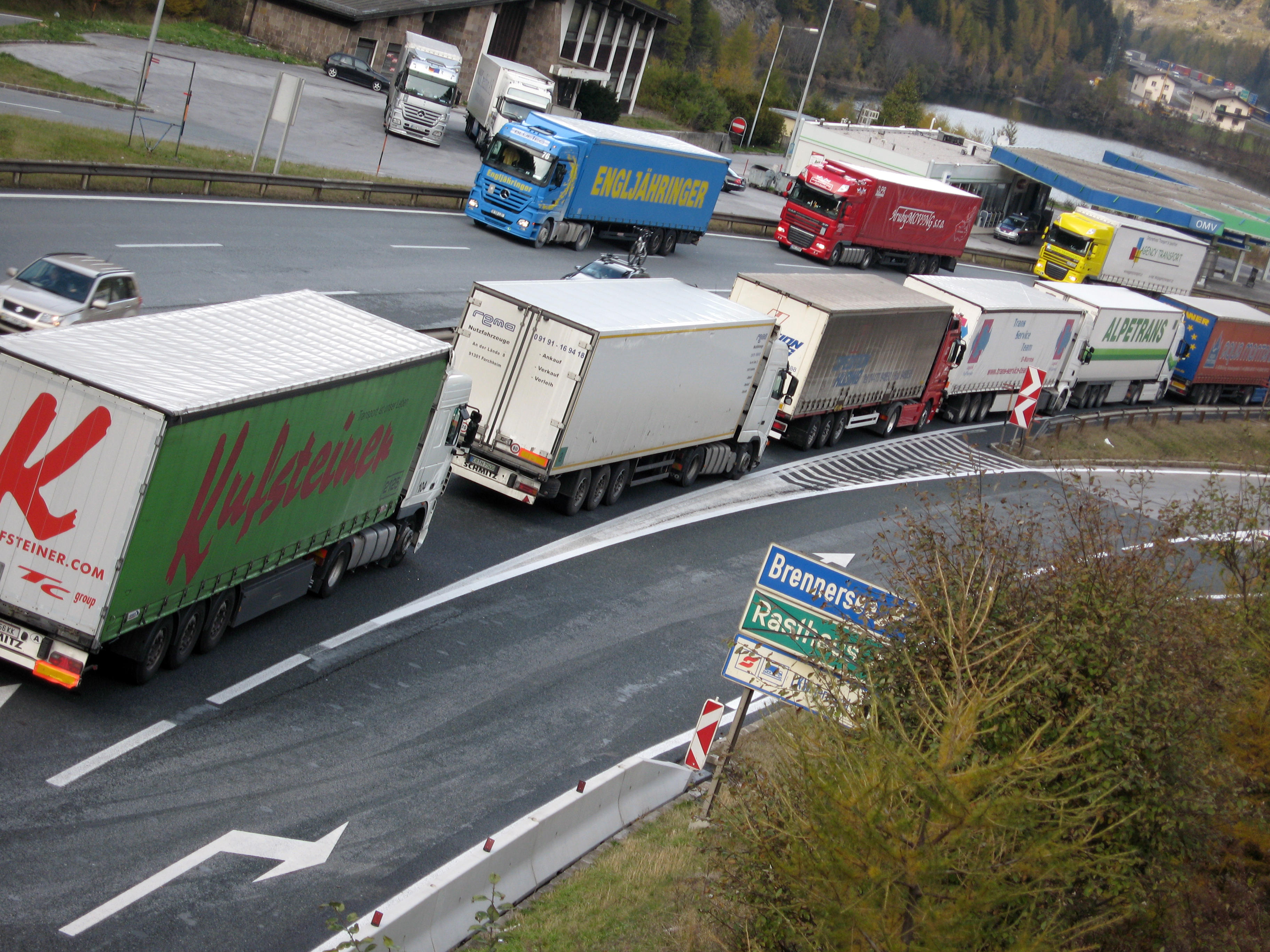
يحمل ممر برينر طريقًا سريعًا من أربعة حارات، وهو أحد أهم طرق العبور بين شمال وجنوب أوروبا

ممر برينر Brenner Pass ((بالألمانية: Brennerpass)‏ [ˈbʁɛnɐpas] ؛ (بالإيطالية: Passo del Brennero)‏ ‎[ˈpasso del ˈbrɛnnero]‏) هو ممر جبلي عبر جبال الألب يُشكل الحدود بين إيطاليا والنمسا. وهو واحد من الممرات الرئيسية لسلسلة جبال الألب الشرقية وارتفاعه هو أدنى ارتفاع بين ممرات جبال الألب في المنطقة.
في الوديان الواقعة أسفل الممر وعلى الجبال فوقه يتم رعي ماشية الألبان في المراعي الألبية طوال فصل الصيف. أما في الارتفاعات المنخفضة فيقوم المزارعون بزراعة أشجار الصنوبر والمحاصيل النباتية وقش الحصاد لتغذية الشتاء. يصل ارتفاع العديد من المراعي العالية إلى أكثر من 1,500 متر (4,900 قدم)؛ وهناك عدد صغير في الجبال على ارتفاع حوالي 2,000 متر (6,600 قدم).
يغطي الجزء المركزي من ممر برينر طريقًا سريعًا يتكون من أربعة حارات ومسارات للسكك الحديدية تربط بوزن / بولسانو في الجنوب وإنسبروك من الشمال. يوجد في قرية برينر مركز للتسوق (محلات السوبر ماركت والمتاجر) ومحلات الفواكه والمطاعم والمقاهي والفنادق ومحطة وقود، ويبلغ عدد سكانها 400 إلى 600 (وفق إحصائيات 2011).

## أصول الاسم
تشير النظريات القديمة إلى أن اسم «برينر» جاء من قبيلة قديمة من Breuni أو زعيم الغال Brennus، ولكن لأن اسم الممر ظهر لأول مرة في القرن 14 فهناك أصل أكثر حداثة وهو الأكثر احتمالا. كان Prenner في الأصل اسم مزرعة قريبة، والتي سميت على اسم مالكها السابق. تم ذكر مزرعة Prennerius في الوثائق في عام 1288، وتم ذكر Chunradus Prenner de Mittenwalde في عام 1299. ربما تشير كلمة Prenner الألمانية إلى شخص يقوم بـ القطع والحرق لإزالة الأرض. ظهر اسم الممر لأول مرة في عام 1328 باسم ob dem Prenner (تعني بالألمانية: أعلى برينر).

## التاريخ

### الإمبراطورية الرومانية

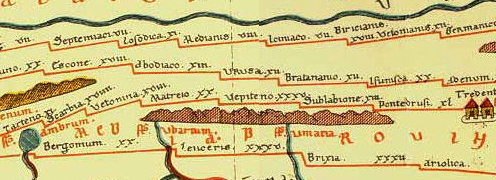
برينر وشبكة الطرق الرومانية المحيطة الموضحة في اللوحة البويتينغرية. يظهر ممر برينر بين ماتريو وستيرزنج.

نظم الرومان الممر الجبلي في برينر، والذي كان بالفعل يُستخدم خلال عصور ما قبل التاريخ منذ العصر الجليدي الحديث. ومع ذلك لم يكن ممر برينر أول طريق روماني عبر جبال الألب تُنظمه الإمبراطورية الرومانية.
ربط أول طريق روماني عبر سلسلة جبال الألب، Via Claudia Augusta، بين فيرونا في شمال إيطاليا وAugusta Vindelicorum (أوغسبورغ حاليا) في مقاطعة رائيتيا الرومانية. تم الانتهاء من طريق أوغوستا بين عامي 46-47 ميلادي؛ وأخذ المسار طريقه على طول وادي أديجي إلى ممر Reschen المجاور (غرب ممر برينر على ارتفاع 2,000 متر (6,600 قدم))، ثم نزل إلى وادي "نهر إن" قبل أن يرتفع إلى ممر Fern باتجاه آوغسبورغ.
لم يكن الطريق الروماني الذي مر عبر ممر برينر موجودًا حتى القرن الثاني الميلادي. وقد اتخذ المسار «الشرقي» الطريق عبر وادي بوستر وينحدر إلى Veldidena (إنسبروك حاليا)، حيث يعبر نهر "إن" ويمربـ زيرل Zirl ثم يصل إلى اوغسبورغ عبر جارميش-بارتنكيرشن.
عبرت قبيلة الأمانيون (قبيلة جرمانية) ممر برينر جنوبا إلى إيطاليا (الحالية) في 268 م، لكنها توقفت في نوفمبر من ذلك العام في معركة بحيرة Benacus. حافظ الرومان على السيطرة على هذا الممر الجبلي حتى نهاية إمبراطوريتهم في القرن الخامس.

### الإمبراطورية الرومانية المقدسة
خلال العصور الوسطى العليا، كان ممر بيرنر جزءًا من طريق Via Imperii الهام، وهو طريق إمبراطوري يربط مملكة ألمانيا شمال جبال الألب بفيرونا الإيطالية. في المقطع Divolio Regnorum من كارولنجيون في 806، تسمى منطقة بيرنر لكل جبال Noricas، وهو ممر عبر جبال الألب Noric. منذ القرن الثاني عشر، كان يتم التحكم في ممر برينر بواسطة كونتية تيرول داخل ما يُسمى الإمبراطورية الرومانية المقدسة. استخدم الإمبراطور فريدريك بارباروسا بشكل متكرر ممر برينر لعبور جبال الألب خلال حملاته إلى إيطاليا. كان ممر برينر الذي يعود للقرن الثاني عشر طريقًا لقطارات وعربات البغال.
بدأ تحديث ممر برينر في عام 1777، عندما تم تمهيد طريق النقل بناءً على طلب الإمبراطورة ماريا تيريزا.

### الامبراطورية النمساوية
جرى التحديث للممر أيضًا في ظل إمبراطورية النمسا وبدأت سكة حديد برينر، والتي اكتملت على مراحل من 1853 إلى 1867. وهو ما أصبح أول خط سكة حديد عبر جبال الألب بدون نفق رئيسي وعلى علو مرتفع (يعبر ممر برينر على ارتفاع 1,371 م). مكّنت السكك الحديدية النمساويين من نقل قواتهم بكفاءة أكبر؛ كان النمساويون يأملون في تأمين أراضيهم في فينيتو ولومبارديا (جنوب جبال الألب)، لكنهم فقدوهم لصالح إيطاليا بعد حرب الاستقلال الإيطالية الثانية في عام 1859 والحرب النمساوية البروسية في عام 1866.

### التاريخ الحديث
في نهاية الحرب العالمية الأولى في عام 1918، أصبحت السيطرة على ممر برينر مشتركة بين إيطاليا والنمسا بموجب معاهدة سان جيرمان أون لاي (1919). منحت معاهدة لندن (1915) إيطاليا سراً الأراضي الواقعة جنوب ممر برينر لدعمها قوى الحلفاء. تم ضم Welschtirol / Trentino إلى جانب الجزء الجنوبي من مقاطعة كونتية تيرول (الآن مقاطعة بولسانو) إلى إيطاليا، واحتلت القوات الإيطالية تيرول ووصلت إلى ممر برينر في عام 1919 إلى 1920.

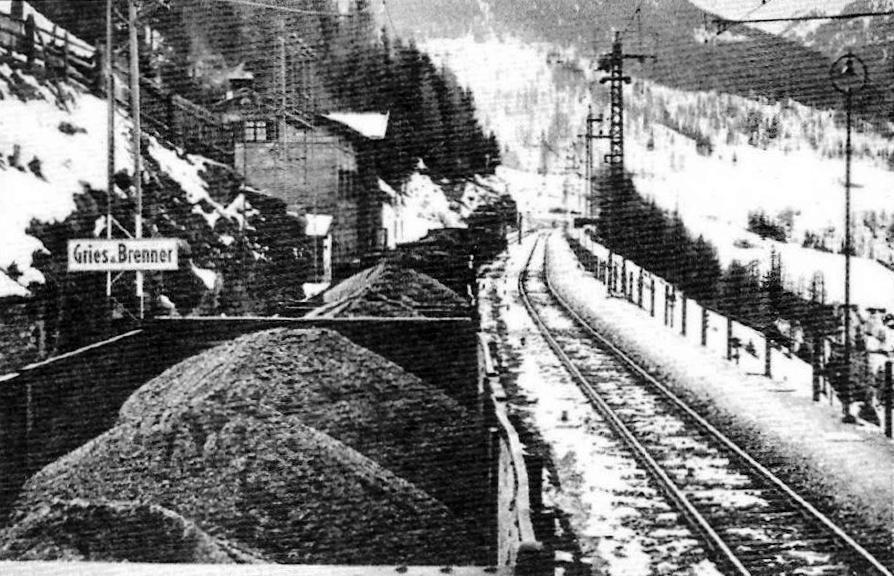
فحم ألماني يدخل إيطاليا عبر ممر برينر في الثلاثينيات

خلال الحرب العالمية الثانية، التقى الرئيس الألماني أدولف هتلر والزعيم الإيطالي بينيتو موسوليني في ممر برينر للاحتفال بمعاهدة الصلب في 18 مارس 1940. كان ممر برينر جزءًا من الطرق التي استخدمها بعض النازيين الفارين بعد استسلام ألمانيا في عام 1945. 
| مخطط المناخ ممر برينر | مخطط المناخ ممر برينر | مخطط المناخ ممر برينر | مخطط المناخ ممر برينر | مخطط المناخ ممر برينر | مخطط المناخ ممر برينر | مخطط المناخ ممر برينر | مخطط المناخ ممر برينر | مخطط المناخ ممر برينر | مخطط المناخ ممر برينر | مخطط المناخ ممر برينر | مخطط المناخ ممر برينر |
| --- | --------------------- | --------------------- | --------------------- | --------------------- | --------------------- | --------------------- | --------------------- | --------------------- | --------------------- | --------------------- | --------------------- |
| 01 | 02                    | 03                    | 04                    | 05                    | 06                    | 07                    | 08                    | 09                    | 10                    | 11                    | 12                    |
| 37 0 -7 | 31 1 -6               | 47 4 -4               | 69 7 -1               | 98 13 4               | 138 16 6              | 137 19 9              | 124 19 9              | 102 15 6              | 81 10 2               | 67 3 -3               | 47 0 -6               |
| متوسط درجة-الحرارة °س مجاميع الهطل مم |                       |                       |                       |                       |                       |                       |                       |                       |                       |                       |                       |
| بالوحدات الإنكليزية \| 01 \| 02 \| 03 \| 04 \| 05 \| 06 \| 07 \| 08 \| 09 \| 10 \| 11 \| 12 \| \| 1.5 32 19 \| 1.2 34 21 \| 1.9 39 25 \| 2.7 45 30 \| 3.9 55 39 \| 5.4 61 43 \| 5.4 66 48 \| 4.9 66 48 \| 4 59 43 \| 3.2 50 36 \| 2.6 37 27 \| 1.9 32 21 \| \| متوسط درجة-الحرارة °ف مجاميع الهطول ″ \| \| \| \| \| \| \| \| \| \| \| \| |                       |                       |                       |                       |                       |                       |                       |                       |                       |                       |                       |
| 01 | 02                    | 03                    | 04                    | 05                    | 06                    | 07                    | 08                    | 09                    | 10                    | 11                    | 12                    |
| 1.5 32 19 | 1.2 34 21             | 1.9 39 25             | 2.7 45 30             | 3.9 55 39             | 5.4 61 43             | 5.4 66 48             | 4.9 66 48             | 4 59 43               | 3.2 50 36             | 2.6 37 27             | 1.9 32 21             |
| متوسط درجة-الحرارة °ف مجاميع الهطول ″ |                       |                       |                       |                       |                       |                       |                       |                       |                       |                       |                       |

## الطريق السريع
الطريق السريع E45 (وفق التصنيف الأوروبي؛ ويسمى في إيطاليا A22، وفي النمسا A13)، برينر أوتوبان / أوتوسترادا ديل برينيرو، يبدأ في إنسبروك ويمر عبر ممر برينر، ثم بوزن / بولسانو، ثم فيرونا وينتهي خارج مودينا. وهو واحد من أهم طرق الاتصالات بين الشمال والجنوب في أوروبا.
بعد توقيع اتفاقية شنجن في عام 1992 ودخول النمسا بعد ذلك في الاتحاد الأوروبي في عام 1995، تم إزالة مراكز الجمارك والهجرة في ممر برينر في عام 1997. ومع ذلك استعادت النمسا نقاط الفحص الحدودية في عام 2015 استجابة لأزمة المهاجرين إلى أوروبا. في أبريل 2016 أعلنت النمسا أنها ستبني سياجًا بطول 370 مترًا عند الممر ولكنها وضحت أنه «سيتم استخدامه فقط» لتوجيه «الناس وليس حاجزًا».
يقع جسر Europabrücke (جسر أوروبا) في منتصف الطريق بين إنسبروك وممر برينر، وهو جسر خرساني كبير يحمل برج برينر أوتوبان المؤلف من ست حارات فوق وادي نهر سيل (Wipptal). على ارتفاع 180 متر (590 قدم) وامتداد 820 متر (2,690 قدم)، تم الاحتفال بالجسر كتحفة هندسية عند اكتماله في عام 1963. وأصبح القفز بالحبال من ذلك الموقع من المعالم السياحية الشهيرة.
لكن حركة الشحن والترفيه المتزايدة باستمرار تسببت في اختناقات مرورية طويلة في أوقات مزدحمة حتى بدون فرض قيود على الحدود. حيث أن ممر برينر هو الممر الجبلي الرئيسي الوحيد داخل المنطقة؛ والبدائل الأخرى القريبة هي ممرات المشاة عبر الجبال العالية على ارتفاع أكثر من 2,000 متر (6,600 قدم). ونتيجة لذلك تسبب تلوث الهواء والضوضاء في نقاش حاد في السياسة الإقليمية والأوروبية. اعتبارًا من 2004 تعبر حوالي 1.8 مليون شاحنة جسر أوروبا كل عام.

## السكة الحديدية
من أجل تسهيل حركة المرور على الطرق، هناك خطط لتطوير سكة حديد برينر من فيرونا إلى إنسبروك مع سلسلة من الأنفاق، بما في ذلك نفق برينر الأساسي أسفل برينر. بدأ الانطلاق الرسمي للنفق في عام 2006 (مع حفر أنفاق مسح في العام نفسه)، لم يبدأ العمل الكبير حتى عام 2011. أدت قضايا التمويل إلى تأخير الموعد المقرر لإنجاز النفق من 2022 إلى 31 ديسمبر 2025.

## روابط خارجية
- Chisholm, Hugh, ed. (1911). «ممر برينر». الموسوعة البريطانية (الطبعة الحادية عشرة). جامعة كامبرج.
- كاميرا ويب Brenner Pass